# クレヨンしんちゃん 宇宙DEアチョー!? 友情のおバカラテ!!
『クレヨンしんちゃん 宇宙DEアチョー!? 友情のおバカラテ!!』（クレヨンしんちゃん うちゅうデアチョー!? ゆうじょうのおバカラテ!!）は、2011年12月1日にバンダイナムコゲームスから発売されたニンテンドー3DS用ソフト。『クレヨンしんちゃん』初のニンテンドー3DS用ソフト。脚本監修は同作のアニメ版監督（3代目）であるムトウユージが務めた。

## 概要
ジャイロセンサーや立体視のほか、ベクタキャラクタアニメーション技術でアニメ版そのままのキャラクタを扱えるようになり、会話シーンや必殺技（カンチョー攻撃など）ではスムーズにアップ表示される。
本作はしんのすけ、ひまわり、シロによる、2人と1匹の繰り広げるユニットアクションが特徴となっている。
2011年11月25日には本作を元にしたアニメが放映された。内容は登場キャラ以外、ほとんどオリジナル。

## ゲームオリジナルキャラクター
師範（しはん）
声 - 高杉俊介
突如、野原家にやってきた高い下駄を履いている謎の男。
しんのすけに侵略者（上記の3姉妹）を倒すための空手パワーを集めることを依頼した。
ケイト
声 - 今野宏美
長女。英語を交えたような口調で話している。
パン
声 - 日笠陽子
次女。勇ましい性格の科学者。
ツウ
声 - 池澤春菜
三女。ケイトとパンの喧嘩を仲裁するなどのしっかり者。